# Alex Baumann (nuotatore)
Alexander Sasha Baumann, detto Alex (Praga, 21 aprile 1964) è un ex nuotatore ceco naturalizzato canadese.
Specializzato nei misti ha vinto 2 medaglie d'oro, ai Giochi olimpici di Los Angeles 1984.
È diventato uno dei Membri dell'International Swimming Hall of Fame.

## Palmarès
- Giochi olimpici

Los Angeles 1984: oro nei 200 m e 400 m misti.
- Mondiali

1986 - Madrid: argento nei 200 m misti e bronzo nei 400 m misti.
- Giochi PanPacifici

1987 - Brisbane: argento nei 200 m misti e bronzo nei 400 m misti.
- Giochi panamericani

1979 - San Juan: bronzo nei 400 m misti.

## Riconoscimenti
- World Swimmer of the Year: 1981, 1984